# Hawaiiblässhuhn
Der Hawaiiblässhuhn (Fulica alai), hawaiianisch ʻAlae keʻokeʻo, ist eine Vogelart aus der Familie der Rallenvögel (Rallidae).
Die Art wurde lange als Unterart (Ssp.) des Indianerblässhuhns (Fulica americana) angesehen und als Fulica americana alai bezeichnet.
Der Vogel ist endemisch auf Hawaii und kommt auf den Hauptinseln als Jahresvogel mit Ausnahme von Lānaʻi vor, dort nur als Besucher.
Der Lebensraum umfasst zum Brüten geeignete natürliche Süßwasserteiche, überschwemmte Taro-Felder, Stauseen, betonierte Klärteiche und Brackwasserteiche in niedrigen Lagen.
Der Artzusatz kommt vom hawaiianischen Namen Alae und meint „verbrannte Stirn“.

## Merkmale
Die Art ist etwa 39 cm groß. Sie ist dem Indianerblässhuhn sehr ähnlich, ins Auge fallende Unterschiede liegen in Form, Größe und Farbe des Schnabels und des Frontschildes, der beim Hawaiiblässhuhn groß und massig ist. Er reicht bis in Höhe des Scheitels und kann von hinten bei erwachsenen Vögeln gesehen werden. Der Schnabel ist weiß und geht in den Frontschild über, der auch weiß oder blass blau oder gelbbraun ist, aus der Ferne weiß wirkt. Einige Individuen haben bei gleicher Form und Größe einen dunkelroten Schild und dunkle Flecken an der Schnabelspitze. In Hawaii werden diese Morphen „Alae Awi“ genannt. Jungvögel haben zunächst noch kleineren Schnabel und Frontschild.
Die Art unterscheidet sich von der Unterart Gallinula chloropus sandvicensis der Teichralle (Gallinula chloropus), die einen durchgehend roten Schnabel und weiße Streifen an den Flanken aufweist. Das Indianerblässhuhn als seltener Irrgast kann lediglich durch das schmalere, dunklere Frontschild unterschieden werden, dass nach hinten zu spitz zuläuft. Die Küken beider Arten können nicht sicher unterschieden werden.

## Geografische Variation
Die Art ist monotypisch.

## Stimme
Die Lautäußerungen werden als kurzes scharfes „keek“ Krächzen beschrieben ähnlich denen des Indianerblässhuhns (Fulica americana).

## Lebensweise
Die Art ist kein Zugvogel, sie folgt dem Regen auf der Suche nach Wasseransammlungen.
Die Nahrung besteht aus Pflanzensamen, Blättern, Wasserpflanzen und Lagunenweichtieren, die schwimmend, eintauchend oder in kurzen Tauchgängen aufgenommen werden.
Das Nest schwimmt auf dem Wasser, das Gelege besteht aus 3 bis 10 weißen Eiern.

## Gefährdungssituation
Der Bestand gilt als potentiell gefährdet (Near Threatened) durch Habitatverlust und eingeführte Prädatoren wie den Goldstaubmungo (Urva auropunctata). Bis zum Jahre 1939 wurde die Art bejagt.